# 春木宏水
春木 宏水（はるき ひろみ、9月21日 - ）は日本の女性声優。福岡県出身。JTBエンタテインメント所属。

## 略歴
専門学校九州ビジュアルアーツ声優科を卒業後、JTBエンタテインメントアカデミーに入所。現在はJTBエンタテインメントに所属。

## 人物
趣味には、水泳、手芸、読書を挙げている。特技には、舌を3つに曲げる、弓道、水泳を挙げている。

## 出演

### テレビアニメ
2014年
- デンキ街の本屋さん（女性客A、女の子A、店員B、男の子、店員B女）

2015年
- 神様はじめました◎（麗々、遊女D）
- ミリオンドール（女1、アイドルD）
- れいぞうこのくにのココモン（マメポー）

2016年
- ばくおん!!（女生徒D）

2019年
- スタンドマイヒーローズ PIECE OF TRUTH（女子）

### ゲーム
- 魔界王子と魅惑のナイトメア（2018年、ロビン）
- シェンムーⅢ（2019年）

### ドラマCD
- Fairy-AID「虹色スクランブルが咲く街」（2017年 - 2018年、牧田なず菜）
- オリハルコン・レイカル「揃う二つの翼」（2018年、カリクム）
- オリハルコン・レイカル「ハウルシフト」（2019年、カリクム）

### 吹き替え
- あまくない砂糖の話(2015年、デイモン恋人)
- れいぞうこのくにのココモン（2015年、マメポー）
- リトルフット 大恐竜帝国（2017年、ルビー）
- シン・ジョーズ（2018年、バッキー、女性）

### ナレーション
- アリオ北砂〜レストラン街のご案内〜（きたすニャン）
- アリアンローズCMシリーズ

### 朗読
- 目黒FM「よみほぐ」（2017年、三枚のお札）

### 舞台
- 888企劃プロデュース公演vol.1「三人ヨシコ」（2019年7月2日 - 7日、花まる学習会王子小劇場）